# Janusz-Korczak-Gesamtschule (Bottrop)
Die Janusz-Korczak-Gesamtschule ist eine Gesamtschule im Stadtzentrum von Bottrop. Benannt wurde die Schule 1990 nach dem polnischen Arzt, Kinderbuchautor und bedeutenden Pädagogen Janusz Korczak.
Die Schule wurde 1986 als sechszügige und erste Gesamtschule in Bottrop gegründet. Die Schule besteht aus dem Jahrgangshaus 5 und 6 an der Beckstraße (vormaliges Gebäude der Freiherr-vom-Stein-Schule) und dem Jahrgangshaus 7–13 an der Horster Straße (vormaliges Gebäude des Vestischen Gymnasiums).
Das Jahrgangshaus 5/6 besteht aus einem Schulgebäude sowie einer modernen Sporthalle, an welcher ein großzügiger Sportplatz angebunden ist. Das Jahrgangshaus 7–13 besteht aus zwei miteinander verbundenen Schulgebäuden. Daneben steht ein Sportgebäude zur Verfügung, welches zwei Sporthallen beherbergt. Des Weiteren gibt es dort das Pädagogische Zentrum, in welchem eine Mensa sowie eine Aula vorzufinden sind. Die Pausenhöfe am Hauptstandort sind unterteilt in zwei verschiedene Bereiche, wobei der größere von den Jahrgängen 7–10 und der kleinere von der Oberstufe (11–13) genutzt werden kann. Im Schulgebäude selbst befindet sich der Bereich der Oberstufe im 2. Stockwerk des Hauptgebäudes.
An der Schule werden derzeit 650 Schüler von etwa 80 Lehrern unterrichtet (Stand Schuljahr 2023/2024). Die Schule verfügt über mehrere moderne Fachräume für die Fächer Kunst, Musik, Biologie, NW, Chemie, Physik, Technik und Informatik. Zusätzlich steht den Schülern noch eine große Küche für den Unterricht oder außerunterrichtlichen Projekten zur Verfügung. Um den Schülern ein möglichst großes Angebot an Fächern zu bieten, kooperiert die Schule mit der Willy-Brandt-Gesamtschule Bottrop.
2022 begann die energetische Sanierung der Gebäude an der Horster Straße und soll bis 2024 abgeschlossen sein.

## Ehemalige Schüler
- Lydia Benecke (* 1982), Psychologin, (Abitur 2001)
- Tim Cierpiszewski (* 1978), zeitgenössischer Künstler, (Abitur 1997)